# Eero Snellman
Eero Juhani Snellman (Helsinki, 8 juni 1890 - aldaar, 7 november 1951) was een Fins kunstschilder. Hij maakte enkele portretten van politici, waaronder van de presidenten Lauri Kristian Relander, Kaarlo Juho Ståhlberg, Juho Kusti Paasikivi en Carl Gustaf Mannerheim. Samen met Bruno Tuukkanen ontwierp Snellman in 1917 de Finse vlag die in 1918 officieel in gebruik werd genomen. Snellman was de echtgenoot van keramist Greta Lisa Jäderholm-Snellman.

## Levensloop

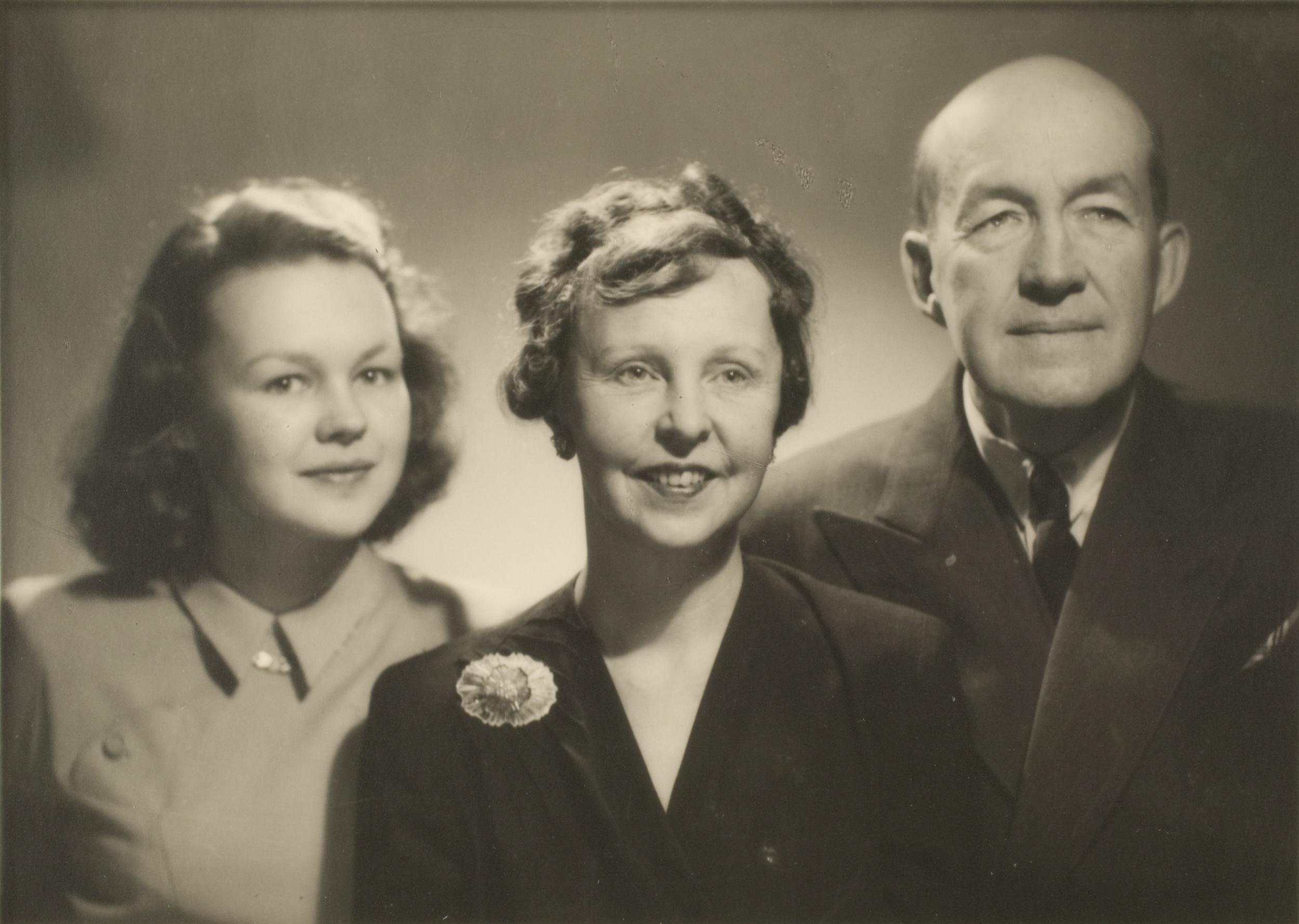
Het gezin Jäderholm-Snellman

Snellman werd op 8 juni 1890 geboren in Helsinki. Van 1908 tot en met 1910 studeerde hij aan de Universiteit van Helsinki en tegelijk aan de tekenschool die verbonden was aan de Finse kunstvereniging. In 1910 begon Snellman met kunstopleidingen in het buitenland, onder meer in Parijs, München en Italië.
Vanaf 1917 was Snellman regisseur en artistiek adviseur van het Suomen Kansallisteatteri (het Nationaal theater van Finland), waarvoor hij een studiereis naar Sint-Petersburg maakte. Zijn decors voor het Nationaal theater waren hoofdzakelijk geïnspireerd op de decors van de Ballets Russes uit Parijs. Na zijn ontslag in 1920 produceerde hij nog enkele voorstellingen voor het Nationaal theater. Vanaf midden jaren '20 richtte hij zich hoofdzakelijk op de schilderkunst. In 1928 werd dochter Maria Christina Snellman geboren. Zij werd kunstschilder, net als haar vader.
Snellman en zijn vrouw Greta Lisa Jäderholm-Snellman vertrokken in 1937 naar Parijs. Daar namen zij deel aan de Wereldtentoonstelling en hielpen met de organisatie.

### Cité Internationale des Arts
In 1947 deed Snellman een voorstel voor het oprichten van een centrum voor internationale kunstenaars in Parijs. Vier jaar later overleed hij in Helsinki, maar de plannen werden doorgezet. Dit leidde tot de oprichting van de Cité Internationale des Arts in 1965, die zich richt op het bieden van residenties aan kunstenaars. Zijn weduwe Greta Lisa Jäderholm-Snellman was van 1958 tot 1973 betrokken bij de raad van bestuur.

## Werken (selectie)
- Vlag van Finland (1917) samen met Bruno Tuukkanen
- Portret van Kaarlo Juho Ståhlberg, eerste president van Finland
- Portret van Lauri Kristian Relander, tweede president van Finland
- Portret van Juho Kusti Paasikivi, zevende president van Finland
- Portret van Carl Gustaf Mannerheim, president van Finland
- Portret van Adolf Lindfors
- Portret van Ruth Sibelius-Snellman, dochter van Jean Sibelius

Het werk van Snellman is onder meer opgenomen in de collectie van het Centre Pompidou.
- RKD-Nederlands Instituut voor Kunstgeschiedenis: 466546
- Union List of Artist Names: 500185383
- Virtual International Authority File: 154677044